# Fußball- und Sportverein Erlangen-Bruck e.V.
Fußball- und Sportverein Erlangen-Bruck e.V. é uma agremiação esportiva alemã, fundada a 15 de maio de 1916, sediada em Bruck, na Baviera.

## História
Durante a Primeira Guerra Mundial tinha o nome de 1. FC Markt Bruck.
Na maior parte de sua trajetória atuou em nível local na região bávara da Média Francónia. O time chegou perto da promoção à Landesliga (IV) quando terminou em segundo na Bezirksliga Mittelfranken-Nord, em 1971, depois de ter sido promovido a esse módulo no ano anterior. O clube permaneceu na Bezirksliga por um certo número de temporadas, sem ser capaz de repetir o mesmo feito e, eventualmente, foi rebaixado novamente.
Em 1992, o FSV recuperou seu lugar na Bezirksliga mais uma vez. Terminou na metade superior da tabela nas temporadas seguintes, ganhando a promoção para a Bezirksoberliga Mittelfranken, em 1996, ao ficar em segundo lugar no campeonato. O clube passou oito temporadas na Bezirksoberliga antes de conquistar a divisão, em 2004, e ganhar o acesso para a Landesliga Bayern-Mitte, pela primeira vez.
No Landesliga, o clube obteve um bom desempenho, um quinto lugar em sua primeira temporada. Nas duas seguintes terminou em terceiro. A promoção à Bayernliga foi finalmente alcançada, quando conquistou a Landesliga em 2008.
Após uma ausência de 29 anos, o futebol da Bayernliga voltou para a cidade de Erlangen. O último clube da cidade a jogar nesse módulo foi o BSC Erlangen, em 1979. 
O clube estabeleceu-se razoavelmente bem no novo campeonato, terminando em quinto lugar na temporada 2008-09 e em oitavo na seguinte. Após a promoção do rival local SC Eltersdorf à Bayernliga, em 2011, os dois clubes começaram a negociar uma possível fusão em novembro do mesmo ano. Houve manchetes negativas quando enfrentou problemas financeiros. Houve quase uma declaração de insolvência em dezembro de 2011, por conta de pendências, tais quais, pagamentos de segurança e salários. O clube anunciou que teria de cortar o orçamento do departamento de futebol. Depois de inicialmente prosseguir na Regionalliga Bayern, o presidente Manfred Hopfengärtner optou por permanecer na Bayernliga.

## Títulos
| - Landesliga Bayern-Mitte (V) - Campeão: 2008 - Bezirksoberliga Mittelfranken (VI) - Campeão: 2004, 2009‡ - Vice-campeão: 2002 - Bezirksliga Mittelfranken-Nord - Vice-campeão: 1971, 1996, 2008‡ - A-Klasse Mittelfranken - Campeão: 1970, 1992 - B-Klasse Mittelfranken - Campeão: 1987 - Mittelfranken Cup - Campeão: 2000 - Campeonato da Baviera sub-15 - Vice-campeão: 2011 | Legenda - ‡ – Time reserva |

## Cronologia recente
| Temporada | Divisão                       | Módulo | Posição |
| 1999–2000 | Bezirksoberliga Mittelfranken | VI     | 4ª      |
| 2000–01   | Bezirksoberliga Mittelfranken | VI     | 4ª      |
| 2001–02   | Bezirksoberliga Mittelfranken | VI     | 2ª      |
| 2002–03   | Bezirksoberliga Mittelfranken | VI     | 5ª      |
| 2003–04   | Bezirksoberliga Mittelfranken | VI     | 1ª ↑    |
| 2004–05   | Landesliga Bayern-Mitte       | V      | 5ª      |
| 2005–06   | Landesliga Bayern-Mitte       | V      | 3ª      |
| 2006–07   | Landesliga Bayern-Mitte       | V      | 3ª      |
| 2007–08   | Landesliga Bayern-Mitte       | V      | 1ª ↑    |
| 2008–09   | Bayernliga                    | V      | 5ª      |
| 2009–10   | Bayernliga                    | V      | 8ª      |
| 2010-11   | Bayernliga                    | V      | 11ª     |
| 2011–12   | Bayernliga                    | V      | 11ª     |
| 2012–13   | Bayernliga Nord               | V      | ª       |